# Nègue-chien
Un nègue-chien (provençal nega-chin, "noie-chien") était une bette, bateau de pêche côtière à fond plat, trop usée pour servir encore, qu'on emplissait de chiens errants ; puis on remorquait le tout au large où l'on coulait l'ensemble. Dans la région de Marseille, le terme désigne un mauvais bateau, juste bon à cet usage.
Par extension, ce terme désigne aussi un voilier de régate très voilé et instable, comme un dériveur léger ou un skiff. Le champion de 420 et de 470 Jean Michel Russo, aujourd'hui fabricant de voiles à Hyères avait ainsi baptisé Chien Négué l'un de ses meilleurs 420.